# Бердзенишвили, Леван Валерианович
Леван Валерианович Бердзенишвили (груз. ლევან ვალერიანის ძე ბერძენიშვილი; 23 октября 1953, Батуми, Грузинская ССР) — грузинский политический деятель, член парламента Грузии, депутат нескольких созывов, доктор филологических наук, профессор, радиоведущий, бывший советский диссидент, основатель грузинской Республиканской партии (1978), основатель Республиканского Института (2008 год).

## Биография
Родился 23 октября 1953 года в городе Батуми, в Грузинской ССР.
В 1970 году окончил батумскую среднюю школу и поступил на факультет автоматики и телемеханики Тбилисского государственного политехнического института (ГПИ), однако не окончил обучение. Поступил на отделение классической филологии филологического факультета Тбилисского государственного университета, окончил с отличием.
С 1978 года занимался диссидентской деятельностью. 21 мая 1978 года вместе с Вахтангом Дзабирадзе, Вахтангом Шония и Давидом Бердзенишвили (брат) создал Республиканскую партию Грузии.
В 1984 году был арестован и осужден по статье 71 УК ГССР (антисоветская агитация и пропаганда) на 3 года заключения в колонии строгого режима, срок отбыл полностью в ЖХ 385/ 3-5 поселке Барашево Теньгушевского района Мордовской АССР (1984—1987).

 … я никогда не писал о создании Республиканской партии, ни о следствии, ни об ожидании лишения свободы, ни об аресте на Ведзинской улице в Тбилиси, ни об изоляторе КГБ в ста шагах от моего дома, где просидел шесть месяцев, ни о ростовской, рязанской, потьминской тюрьмах, ни о прозванном «Столыпин» этапе, и ни о Барашево, где я провел три лучших года своей жизни. Говоря «лучшие годы» я имею в виду, что это самые хорошие годы жизни вообще (что может быть лучше молодости?) и что лучшего периода в моей жизни у меня просто не было: никогда больше не окружали меня такие люди, которых с великим рдением собрал тогда КГБ.
О Барашеве я ничего не писал, хотя близким, конечно же, рассказывал о тамошней воде, климате, ситуации, режиме, особенностях и, что главное, о людях — моих друзьях-заключенных и о наших неусыпных стражах.
Близкие друзья часто говорили мне, ты, мол, должен непременно описать истории своего заключения, я и сам знал, что должен был описать, но все казалось, что ещё не время. И когда в далекой стране, в Мемориальном госпитале Сибли встревоженная женщина-врач заключила, что мне недолго осталось жить, и её заключение так ясно отразилось на лицах моих близких, что, несмотря на сорокоградусную температуру, я все же понял, что «то самое время» настало.— Бердзенишвили Л. Святая мгла. — Тбилиси: Бакур Сулакаури, 2010.
В 1978—1995 годах преподавал в тбилисском Государственном Университете историю античной литературы, древнегреческий и латинский языки, защитил кандидатскую, а затем докторскую диссертации («Литературные взгляды и творческие принципы Аристофана»). С 1996 года работал в неправительственном секторе, был директором «Института Гражданского Общества» (1996-1997гг), учредил « Международный центр гражданского развития», был директором фонда «Карту» (1997—1998), с 1998 возглавлял Грузинскую национальную библиотеку. 2009—2011 годах был приглашенным профессором в американских университетах, в том числе в Колумбийском, Стэнфордском и других. В 2008 году учредил и возглавил Республиканский институт Грузии. Избирался депутатом парламента Грузии с 2004 года. В настоящее время является «полным профессором» Грузинского института общественных наук и приглашенным профессором в Кавказском университете в Тбилиси; был председателем комитета по европейской интеграции парламента, членом парламентской Ассамблеи Евросовета. Остаётся членом национального комитета Республиканской партии. Благодаря своей исключительной памяти, обладает энциклопедическими знаниями, занимается просветительской работой, его публичные лекции имеют огромный успех. Ведет еженедельную литературную радиопередачу «Книги». Женат, имеет дочь. Брат Левана Бердзенишвили, Давид Бердзенишвили, также является политиком.

## Семья
- Отец Бердзенишвили Валериан Фридонович — юрист, занимал пост председателя Верховного Суда Аджарской АССР. Прадед Левана Бердзенишвили был священником.
- Мать Рухадзе Венера Поликарповна — педагог, преподавательница грузинского языка в средней школе.